# 中华人民共和国文物保护法
《中华人民共和国文物保护法》是中華人民共和國促進國内保护文物的法律。該法首次于1982年11月19日通過，最新的修改2024年11月8日通过。此法為加强对文物的保护和促进科学研究工作而制定。另外，一切机关、组织和个人都有保护文物的义务，而全国文物保护工作由国务院文物行政部门主管。

## 內容
《中华人民共和国文物保护法》共分8章101條。各章分別為：
- 第1章 总则
- 第2章 不可移动文物
- 第3章 考古发掘
- 第4章 馆藏文物
- 第5章 民间收藏文物
- 第6章 文物出境进境
- 第7章 法律责任
- 第8章 附则

该法将文物分爲可移动文物和不可移动文物。